# Balclutha viridinervis
Balclutha viridinervis är en insektsart som beskrevs av Matsumura 1914. Balclutha viridinervis ingår i släktet Balclutha och familjen dvärgstritar. Inga underarter finns listade i Catalogue of Life.